# Pterolophia multicarinatoides
Pterolophia multicarinatoides là một loài bọ cánh cứng trong họ Cerambycidae.